# Episodul 16 (Twin Peaks)
Episodul 16, cunoscut și sub denumirea de „Arbitrary Law”, este cel de-al nouălea episod din sezonul doi al serialului american Twin Peaks. A fost regizat de Tim Hunter⁠(d) în baza unui material redactat de Mark Frost⁠(d), Harley Peyton⁠(d) și Robert Engels⁠(d). În rolurile principale apar Kyle MacLachlan, Michael Ontkean, Ray Wise și Richard Beymer, iar în rolurile secundare apar Miguel Ferrer, Don S. Davis⁠(d) și Al Strobel.
Twin Peaks urmărește investigarea unui caz de crimă - uciderea liceenei Laura Palmer (Sheryl Lee⁠(d)) - în mica așezare rurală din statul Washington. În acest episod, după descoperirea cadavrului lui Madeleine „Maddy” Ferguson (Lee), agenții speciali ai Biroului Federal de Investigații- Dale Cooper (MacLachlan) și Albert Rosenfield - și șeriful Truman (Ontkean) continuă să caute gazda umană a ucigașului — demonul BOB⁠(d) (Frank Silva). Cu ajutorul mai multor localnici - MIKE⁠(d) (Al Strobel), Donna Hayward (Lara Flynn Boyle) și Ospătarul (Hank Worden) - cei trei bărbați descoperă că Leland Palmer (Wise) este gazda lui BOB și se pregătesc să-l captureze pe  BOB.
Episodul 16 a fost difuzat pentru prima dată în 1 decembrie 1990 pe canalul American Broadcasting Company (ABC) și a fost vizionat în aproximativ 12.4 milioane de locuințe din Statele Unite, aproximativ 15% din publicul disponibil.  Episodul a primit recenzii cu precădere pozitive.

## Intriga

### Context
Micul oraș Twin Peaks, Washington, este șocat de uciderea liceenei Laura Palmer (Sheryl Lee) și de tentativa de omor asupra colegei sale Ronette Pulaski (Phoebe Augustine⁠(d)). Agentul special FBI Dale Cooper (Kyle MacLachlan) sosește în oraș pentru a investiga cazul și ajunge să constate că ucigașul a fost posedat de o entitate demonică - Killer BOB⁠(d) (Frank Silva). Gazdă umană a lui BOB, Leland Palmer (Ray Wise), tatăl Laurei, a ucis-o pe Madeleine „Maddy” Ferguson (Lee) și s-a descotorosit de cadavrul ei.
Între timp, Ben Horne (Richard Beymer) este încarcerat, fiind în continuare suspectat de uciderea Laurei Palmer, Lucy Moran (Kimmy Robertson⁠(d)) îl confruntă pe adjunctul Andy Brennan (Harry Goaz⁠(d)) și pe Dick Tremayne (Ian Buchanan⁠(d)) cu privire la sarcina sa, iar Norma Jennings (Peggy Lipton) este surprinsă când mama sa, Vivian Smythe Niles (Jane Greer) ajunge în Twin Peaks împreună cu Ernie (James Booth⁠(d)), noul ei soț.

### Evenimente
Cooper, agentul special FBI Albert Rosenfield (Miguel Ferrer), șeriful Harry S. Truman (Michael Ontkean) și adjunctul Hawk se plimbă prin pădurea din apropierea orașului a doua zi după descoperirea cadavrului lui Maddy Ferguson. Albert îi prezintă probele criminalistice lui Cooper, ajungând la concluzia că ucigașul lui Maddy a fost aceeași persoană care a ucis-o și pe verișoara sa, Laura Palmer. Șeriful Truman insistă să-l contacteze pe unchiul lui Maddy, Leland Palmer, care poate intra în legătură cu părinții fetei. Cooper îl convinge pe șeriful Truman să-i acorde douăzeci și patru de ore „pentru a încheia cazul”.
În Double R Diner, adjunctul Andy Brennan stă la tejghea recitând propoziția „J'ai une âme solitaire” — în franceză „Sunt un suflet singuratic”. Donna Hayward (Lara Flynn Boyle) se apropie de Andy și îl întreabă dacă a vizitat-o recent pe doamna Tremond (Frances Bay), al cărui nepot îi menționase aceeași propoziție. Andy dezvăluie că propoziția apare în biletul de adio al lui Harold Smith (Lenny Von Dohlen⁠(d)). Donna îl contactează pe Cooper, iar cei doi vizitează casa bătrânei, însă descoperă că la adresa respectivă locuiește o altă femeie, mult mai tânără, pe nume Tremond. Aceasta îi înmânează Donnei un plic de la Harold Smith cu două pagini din jurnalul secret al Laurei Palmer. Textele - datate 22 și 23 februarie - dezvăluie atât că agentul Cooper și Laura au avut același vis prezentat în episodul 2, cât și că tânăra știa că urma să moară. Cooper îl vizitează pe MIKE (Al Strobel), entitate care sălășluiește în Philip Gerard, la Great Northern Hotel. Agentul îi spune că el și Laura au avut același vis în două momente diferite și că trebuie să-i ofere răspunsuri. MIKE menționează un „cerc de aur” și despre legătura sa cu Uriașul⁠(d) (Carel Struycken), spunându-i acestuia că trebuie să-l invoce pe Uriaș pentru a afla răspunsurile. La ieșirea din camera, Cooper îl întâlnește pe Chelner (Hank Worden), care îi transmite că „se apropie de final”.
În altă scenă, James Hurley (James Marshall⁠(d)) îi oferă un inel Donnei, Norma Jennings (Peggy Lipton) are o altercație cu mama sa, Vivian Smythe Niles (Jane Greer), în restaurant, iar Lucy Moran le spune lui Andy Brennan și Richard Tremayne despre dorința sa de a afla cine este tatăl copilului ei prin intermediul unui test de sânge. Domnul Tojamura îl vizitează pe Ben Horne (Richard Beymer) în închisoare, unde ni se dezvăluie că Tojamura este de fapt Catherine Martell (Piper Laurie⁠(d)). Ben semnează contractul Ghostwood Project cu Catherine în schimbul unui alibi, care să-l elimine din lista suspecților.
Între timp, Donna îl vizitează pe Leland Palmer pentru a-i înmâna o casetă cu o melodie pe care ea, James și Maddy au înregistrat-o împreună. Leland, gazda umană a ucigașului BOB, îi cere Donnei să danseze cu el și devine agresiv, înainte ca atenția să-i fie distrasă de o bătaie în ușă. Șeriful Truman îi aduce la cunoștință că a avut loc o altă crimă și îi cere să vină la Roadhouse. La Roadhouse, Cooper adună toți oamenii pe care îi suspectează că ar putea fi gazda lui BOB. Acolo, Chelnerul le oferă celor prezenți gumă de mestecat și îi spune lui Leland că „acea gumă va reveni pe rafturile magazinelor”, moment în care Cooper își amintește visul de mai devreme despre Camera Roșie. Agentul stabilește că Leland este gazda lui BOB, dar îl arestează pe Ben Horne. În timp ce Ben este pe cale să fie băgat în celulă, Cooper și șeriful Truman îl împing pe Leland în camera de interogatoriu, fapt care îi declanșează o criză maniacală.
În camera de interogatoriu, BOB mărturisește - prin corpul lui Leland - că a ucis-o pe Laura Palmer și pe Maddy Ferguson. Când Cooper, Albert, șeriful Truman și Hawk se îndepărtează de ușă, BOB începe să cânte un poem care se termină cu expresia „foc, plimbă-te cu mine”. Aspersoarele de apă se pornesc și BOB îl forțează pe Leland să comită sinucid, lovindu-se cu capul de ușa de oțel a camerei. BOB îi părăsește corpul, iar Leland, în ultimele sale momente, dezvăluie natura entității. Cooper îl consolează pe Leland, iar după câteva secunde, acesta moare.
Cooper, Albert, șeriful Truman și maiorul Garland Briggs (Don S. Davis) se plimbă prin pădurea din apropierea orașului Twin Peaks, discutând despre posedarea și moartea lui Leland. Albert concluzionează că BOB reprezintă „faptele rele săvârșite de om” și șeriful Truman se întreabă unde ar fi putut dispărea entitatea. În ultima scenă, un personaj invizibil aleargă prin pădure și o bufniță zboară spre acesta dintr-o lumină albă puternică.